# 巴利库查 (糖果)

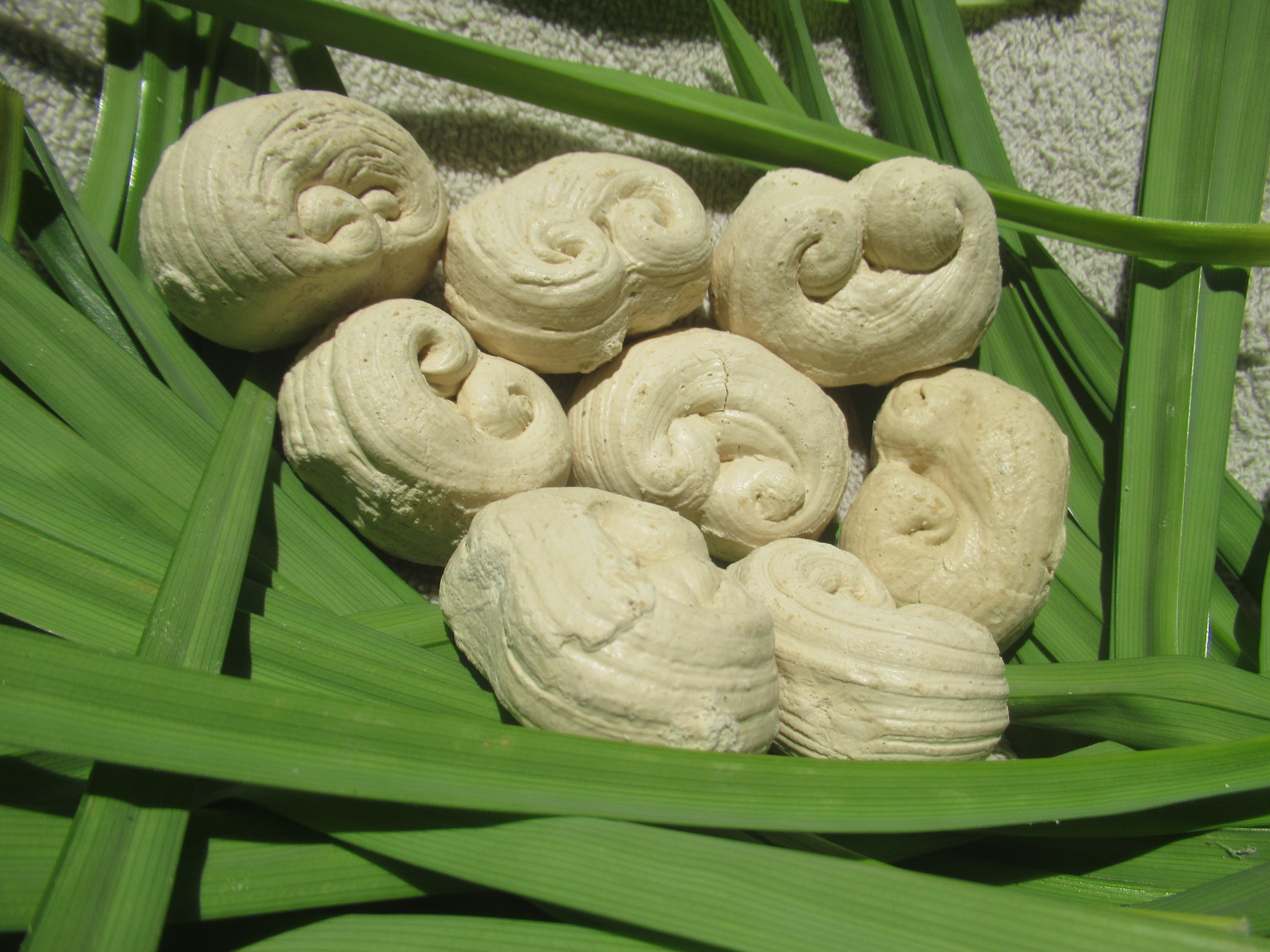
菲律宾南伊罗戈省的巴利库查

巴利库查（Balikucha），又名balicucha或balikutsa ，是菲律宾的一种拉糖。使用甘蔗汁或结晶糖（通常用Muscovado糖或棕榈糖）制作，将原料加热至焦糖色的糖浆，然后用手指反复揉搓拉伸使糖浆变成乳白色，接着将条状糖果切段，把切段糖果的末端卷曲，使其形成类似蝴蝶酥的造型。需要将糖果放在阳光下晒干才能出售。
这种糖小孩子很爱吃。糖果质地坚硬多孔，入口即化。因为其容易融化的特性所以经常被用来放入咖啡、 tsokolate、茶等热饮中增加甜味。而且还可以再次融化成糖浆，用于甜点（如炸糯米团）。
Balikucha糖和他加禄人的tira-tira糖（有时也叫balikucha ），西米沙鄢的butong-butong糖类似，但不同的是tira-tira糖是小棒状，而butong-butong糖是线圈状。米沙鄢群島和棉兰老岛的一种椰子太妃糖被叫做Balikutsa，Balikutsa用糖浆和椰浆製成、
每年3月和4月南伊罗戈省圣玛丽亚镇都会举办 Balikucha节。